# Сулейман дан Танімун
Сулейман Тінтума дан Танімун (д/н — 1831) — 9-й султан Дамагараму в 1812—1822 роках. Заклав основи для піднесення держави.

## Життєпис
Молодший син султана Танімуна Бабамі. 812 року після смерті брата Амаду дан Танімуна I посів трон. Розпочав активну зовнішню політику. Прийняв титул саркі Дамагараму, який поєднав з титулом саркі Зіндеру. Саме з цього часу його стали називати султаном Дамагараму, що поширилося на усю державу. Разом з тим першим з султанів звів свій палац в Зіндері та почав активно розбудовувати столицю.
Намагався підкорити державу Мирія, де правила династія Сассебакі. Сулейман скористався боротьбою за владу серед членів цього роду. Лише з третьої спроби він встановив зверхність над Мирією. Цьому також сприяв розгардіяш та боротьба за трон в державі Борну, номінальним васалом якої був Сулейман дан Танімун. За цим підкорив невеличкі емірати Дого, Друм і Гуна, що також були васалами Борну. За цим відвоював Дакусу в туарегів.
Водночас активно розбудовував столицю Зіндер та інші міста, сприяючи розвитку посередницької торгівлі. 1822 року через похилий вік зрікся влади на користь сина Ібрагіма. В подальшому допомагав останньому порадами і підкріплював своїм авторитетом. Помер 1831 року.